# Йоро (город)
Йоро (исп. Yoro) — город и муниципалитет в северной части Гондураса, административный центр департамента Йоро.

## Географическое положение
Город расположен в южной части департамента. Абсолютная высота — 660 метров над уровнем моря. Площадь муниципалитета составляет 2277,2 км².

## Население
По данным на 2013 год численность населения составляет 23 155 человек.
Динамика численности населения города по годам:
| 1988  | 2001   | 2013   |
| ----- | ------ | ------ |
| 9 200 | 14 069 | 23 155 |